# Clasificación del Intergiro del Giro de Italia
La clasificación de la intergiro al Giro de Italia fue instaurada el 1989, siendo una de las clasificaciones secundarias del Giro de Italia. El cálculo del Intergiro era similar a la de la clasificación general. En cada etapa  había un punto a media carrera en que se contaba el tiempo de los ciclistas al pasar. La suma del tiempos logrados por cada ciclista en las diferentes etapas determinaba el líder de esta clasificación en favor del que tenía un menor tiempo. El líder de la clasificación de la Intergiro era identificado con un maillot azul.
El Intergiro era una manera para los ciclistas que no eran velocistas ni aspiraban a la clasificación general a luchar por un maillot, como podría ser un premio de la combatividad. Con los años esta clasificación perdió interés entre los corredores y finalmente se dejó de disputar el 2006. Fabrizio Guidi, con tres victorias, es el ciclista que más veces lo ha ganado.

## Albo d'oro
| Año  | Corredor                 | Equipo                 | Puntos/Tiempo | Otros maillots      |
| ---- | ------------------------ | ---------------------- | ------------- | ------------------- |
| 1989 | Jure Pavlič              | Carrera Jeans-Vagabond | 49h50'00"     | -                   |
| 1990 | Phil Anderson            | TVM                    | 47h56'08"     | -                   |
| 1991 | Alberto Leanizbarrutia   | CLAS-Cajastur          | 59h34'55"     | -                   |
| 1992 | Miguel Induráin          | Banesto                | 57h38'08"     | General             |
| 1993 | Ján Svorada              | Lampre-Polti           | 53h10'33"     | -                   |
| 1994 | Djamolidine Abdoujaparov | Team Polti             | 62h00'39"     | Puntos              |
| 1995 | Tony Rominger            | Mapei-GB               | 56h04'21"     | General Puntos      |
| 1996 | Fabrizio Guidi           | Scrigno-Blue Storm     | 86            | Puntos              |
| 1997 | Dmitri Konyshev          | Roslotto-ZG Mobili     | 59h36'45"     | -                   |
| 1998 | Gian Matteo Fagnini      | Saeco-Cannondale       | 62h32'12"     | -                   |
| 1999 | Fabrizio Guidi           | Team Polti             | 58h47'30"     | -                   |
| 2000 | Fabrizio Guidi           | La Française des Jeux  | 62h50'05"     | -                   |
| 2001 | Massimo Strazzer         | Mobilvetta             | 51h27'14"     | Puntos Combatividad |
| 2002 | Massimo Strazzer         | Phonak Hearing Systems | 55h05'46"     | Combatividad        |
| 2003 | Magnus Bäckstedt         | Team Fakta             | 50h20'37"     | -                   |
| 2004 | Raffaele Illiano         | Colombia-Selle Italia  | 49h38'14"     | -                   |
| 2005 | Stefano Zanini           | Quick Step-Innergetic  | 54h37'01"     | -                   |
| 2006 | Paolo Savoldelli         | Discovery Channel      | 775           | -                   |